# Cabasite-Sr
La cabasite-Sr è un minerale.

## Etimologia
Il nome di questo minerale è stato inizialmente trascritto come chabasie nel Journal d'Histoire, vol.II, p. 181 da Bosc d'Antic (1780) e fatto derivare dall'autore dal greco χαβάζιος, chabàzios, una delle 20 pietre nominate nella poesia orfica Lithikà, verso 758. Il nome che effettivamente è presente nei manoscritti della poesia è χαλάζιος, chalàzios, per cui il minerale avrebbe dovuto essere ridenominato in chalazite o chalasite, ma si è preferito mantenere il nome originale chabazite che, nelle pubblicazioni in lingua italiana, è divenuto cabasite.